# Baumstammrevolution
Als Baumstammrevolution (kroatisch Balvan revolucija; auch als Balkenrevolution übersetzt) wurden organisierte Straßenblockaden durch Serben im August 1990 im Süden Kroatiens bezeichnet.
Nach den ersten demokratischen Wahlen in Kroatien und dem Wahlsieg der nach staatlicher Unabhängigkeit strebenden Partei HDZ unter dem Vorsitz von Franjo Tuđman zweifelten die serbischen Bewohner in einigen kroatischen Gebieten, in denen sie die ethnische Mehrheit bildeten, die Autorität der Regierung an. Ängste vor einem Wiederaufleben des Ustascha-Staates wurden durch Äußerungen sowohl serbischer als auch kroatischer Politiker geschürt.
Angeführt von Milan Babić und Milan Martić riefen Serben im August 1990 die „Serbische Autonome Provinz Knin-Krajina“ aus. Ab dem 17. August 1990 begannen sie, auf Straßenabschnitten um Knin, Obrovac und Benkovac die Verbindung zu Südkroatien zu blockieren, indem sie mit Baumstämmen die Straßen sperrten. Absicht der Serben war es, durch die Straßensperren die kroatische Wirtschaft zu schädigen. Das zielte vor allem auf den Tourismus, weil dadurch die Zugangsstraßen zu den an der Adria gelegenen Reisezielen blockiert waren. Die Baumstammrevolution kann somit als Eskalation eines Konflikts angesehen werden, der ein knappes Jahr später nach der Unabhängigkeitserklärung Kroatiens von Jugoslawien zum Krieg führte.
In der Verhandlung gegen Milan Babić vor dem Internationalen Strafgerichtshof für das ehemalige Jugoslawien sagte dieser aus, dass die Revolution von Belgrad aus geplant wurde. Andere Zeugen bestätigten dies jedoch nicht.